# Крудап, Артур
Артур «Биг Бой» Крудап (англ. Arthur «Big Boy» Crudup; 24 августа 1905, Форест, Миссисипи — 28 марта 1974, Нассавадокс, Виргиния) — американский блюзовый певец, гитарист и автор песен. Помимо блюзов он знаменит как автор таких всемирно известных песен, как «That’s All Right» (1946), «My Baby Left Me» и «So Glad You're Mine», которые исполняли Элвис Пресли и десятки других артистов. Отец братьев Джеймса, Джонаса и Джорджа Крадапов, сформировавших группу The Crudap Brothers, выпустившую один альбом. 

## Биография
Артур Крудап родился в Форесте, штат Миссисипи. Некоторое время он жил и работал сезонным рабочим в штатах Юга и Среднего Запада США, а в 1926 году вместе с семьёй вернулся в Миссисипи. Он пел песни в жанре госпел, а позже начал карьеру блюзового певца в районе города Кларксдейл. В 1939 году Крудап в составе госпел-квартета The Harmonizing Four посетил Чикаго, а затем решил остался там, чтобы начать сольную карьеру, однако еле сводил концы с концами, зарабатывая на жизнь как уличный певец. На улице Крудапа случайно заметил музыкальный продюсер Лестер Мелроуз. Он познакомил Крудапа с блюзовым музыкантом Тампой Редом, а также помог ему подписать контракт с звукозаписывающей компанией Bluebird Records, дочерним лейблом RCA Records.
Крудап сотрудничал с RCA в конце 1940-х годов, а также с Ace Records, Checker Records и Trumpet Records в начале 1950-х годов. Он гастролировал по всей стране, в частности, вместе с Санни Бой Уильямсоном II и Элмором Джеймсом (около 1948 года) выступал в негритянских клубах Юга. Крудап также записывался под псевдонимами Элмер Джонс и Перси Ли Крудап. На Юге особой популярностью пользовались такие его песни, как «Mean Old 'Frisco Blues», «Who’s Been Foolin' You» и «That’s All Right».
В 1950-х годах Крудап, неудовлетворённый гонорарами, перестал записывать песни. Его последняя запись в Чикаго состоялась в 1951 году, а в 1952—1954 годах он записывался для лейбла Victor Records на радиостанции WGST в Атланте, штат Джорджия. В 1965 году Крудап вернулся к гастролям и записи песен для лейблов Fire Records и Delmark Records. Крудапа иногда стали называть «отцом рок-н-ролла», однако он воспринял этот титул с некоторым смущением.
Так как его гонорары были небольшие, Крудапу пришлось подрабатывать разнорабочим. Он вернулся в Миссисипи, где занялся бутлегерством, а позже переехал в Виргинию, где работал музыкантом и рабочим. В средине 1960-х годов Крудап опять занялся бутлегерством и работал наёмным работником, главным образом на фермах штата Виргиния, где он жил со своей семьёй, в том числе с тремя сыновьями и несколькими братьями и сёстрами. В начале 1970-х годов местные активисты Селия Сантьяго и Маргарет Картер помогали Крудапу в его попытках добиться справедливых гонораров, однако без значительных успехов.
В 1970 году Крудап съездил в Великобританию, где с местными музыкантами записал альбом «Roebuck Man». На своём последнем концерте он выступил вместе с Бонни Рэйтт.
Крудап умер 28 марта 1974 года от сердечного приступа, вызванного проблемами с сердечно-сосудистой системой и сахарным диабетом, в больнице Нассавадокса, округ Нортгемптон, Виргиния.

## The Crudap Brothers
Cыновья Артура Крудапа Джеймс (вокал, ударные), Джонас (вокал, гитара) и Джордж (вокал, бас-гитара) в конце 1990-х объединились в проект The Crudap Brothers, и в 2001 году выпустили на Warehouse Creek Recording Corp свой единственный альбом Franktown Blues. В записи альбома, спродюсированного Тимом Драммондом, также приняли участие гитаристы Джо Хичлифф, Лонни Мак, Том Паркс, харпер Грег «Фингерс» Тейлор, клавишники Динзел Кофи и Майкл Утли, бэк-вокалистка Эзра Мохок. Тим Драммонд также в некоторых песнях сыграл на бас-гитаре; The Memphis Horns исполнили партии духовых. В альбоме были записаны 16 песен как Артура Крудапа, так и кавер-версии иных музыкантов. Альбом получил хорошую критику и был номинирован на Blues Musis Awards 2002 года в номинации «Лучший дебют». Проект The Crudap Brothers не получил никакого развития, вскоре после выхода Джеймс Крудап умер от диабета, Джонас Крудап скончался 15 октября 2004 года от рака лёгких. Джордж Крудап по некоторым данным стал бездомным наркоманом в Делрей-Бич, штат Флорида.   . 

## Дискография
- Mean Ol' Frisco (1962)
- Crudup’s Mood (1969)
- Look on Yonder’s Wall (1969)
- Roebuck Man (1974)